# Long Hot Summer
Long Hot Summer (с англ. — «Долгое жаркое лето») — девятый сингл британской поп-группы Girls Aloud, и первый сингл с третьего альбома группы Chemistry.

## Список композиций

### CD 1
1. Long Hot Summer — 3:52

2. Love Machine [Live at Hammersmith Apollo] — 4:55

### CD 2
1. Long Hot Summer — 3:52

2. Long Hot Summer [Benitez Beats] — 5:12

3. Real Life [Live at Hammersmith Apollo] — 3:52

4. Long Hot Summer [Video]

5. Long Hot Summer [Karaoke Video]

6. Long Hot Summer [Game]

7. Long Hot Summer [Ringtone]

### Виниловыйсингл
1. Long Hot Summer — 3:52

2. Long Hot Summer [Tony Lamezma Rides Again] — 7:12

3. Jump [Almighty Remix] — 7:34

## Видеоклип
Видео было снято в стиле фильма «Сумасшедшие гонки», хотя сама песня в саундтрек так и не вошла.
Girls Aloud работают в гараже. На их комбинезонах, на стенах и календаре стоит надпись «GA Auto». По тексту песни стоит жаркий день и девушки пытаются охладиться за время работы. Они поочередно снимают комбинезоны, сменяя их на облегающие клубные наряды, танцуют и уходят.

## Оценки
18 место в списке 20 лучших песен Girls Aloud по версии газеты The Guardian.

## Позиции вчартах
| Чарты (2005)   | Позиция занятое место |
| -------------- | --------------------- |
| Великобритания | 7                     |
| Ирландия       | 16                    |
| Польша         | 90                    |

## Авторы
- Миранда Купер
- Брайан Хиггинс
- Лиза Коулинг
- Тим Пауэлл
- Элисон Кларксон

## Состав
- Шерил Коул
- Кимберли Уолш
- Сара Хардинг
- Никола Робертс
- Надин Койл